# RC Říčany
RC Říčany (obecnie od nazwy sponsora RC Mountfield Říčany) – dawny czechosłowacki, a obecnie czeski klub rugby z siedzibą w Říčanach, ośmiokrotny mistrz Czech.
Męska drużyna obecnie występuje w czeskiej Extralidze i swoje mecze rozgrywa na stadionie Josefa Kohouta o pojemności 4000 widzów.

## Historia
Klub został oficjalnie założony w trakcie trwania II WŚ 17 sierpnia 1944 r. z inspiracji Josefa Kohouta, byłego gracza Sparty i reprezentacji kraju, choć pierwszy mecz tej drużyny odbył się 20 czerwca. Drużyna pod nazwą DTJ Říčany, od nazwy boiska, na którym grała, rozegrała jeszcze w 1944 roku jedenaście innych spotkań, działając stale pod groźbą aresztowania przez Gestapo lub wywiezienia na roboty przymusowe. Po wyzwoleniu nadal grała towarzyskie mecze, w tym z drużyną złożoną z angielskich i amerykańskich żołnierzy, a od jesieni 1945 r. zaczęła grać na stadionie Meteor, od którego przyjęła nową nazwę. Na początku lat pięćdziesiątych klub przeżywał kryzys związany z brakiem zawodników, stadionu oraz problemami finansowymi, co ostatecznie spowodowało zawieszenie działalności. W 1956 roku zespół otrzymał prawo użytkowania stadionu Meteor i skupił się na szkoleniu młodzieży, co zaowocowało tytułami mistrzowskimi w kategorii juniorów na początku lat sześćdziesiątych.
W latach 1970 i 1974 klub zdobył wicemistrzostwo kraju, lecz wkrótce nastąpił kryzys związany ze zmianą pokoleń. Byli zawodnicy przejęli jednak nadzór nad szkoleniem młodzieży, co przełożyło się na sukcesy w kategoriach żaków, kadetów i juniorów w pierwszej połowie lat osiemdziesiątych, a – po wejściu młodzieży do pierwszego składu – na powrót drużyny do najwyższej klasy rozgrywkowej w czechosłowackim rugby. Po wydarzeniach listopada 1989 klub uniezależnił się przyjmując nazwę RC Říčany, a od 1 stycznia 2011 r. klub zyskał sponsora strategicznego, co znalazło odzwierciedlenie w jego nazwie.
Trenerami męskiej drużyny byli m.in.: Josef Kohout, Ludvík Koreš, Villibald Hervert, Antonín Frydrych, Jiří Štuksa, Milan Vančura, Pavel Sláma, Petr Bláha, Přemysl Zikmund, Miroslav Fořt, Jiří Brt, Jiří Felbr, Eduard Vávra, Václav Horáček, Petr Michovský, Marek Valeš.

### Historyczne nazwy klubu
- 1944 DTJ Říčany
- 1946–1949 Meteor Říčany
- 1950–1966 TJ Sokol Říčany
- 1967–1987 TJ Sokol Disk Říčany
- 1988–1989 TJ Sokol Spoje Říčany
- 1990–2010 Rugby Club Říčany
- od 2011 Rugby Club Mountfield Říčany

### Prezesi klubu
- 1944–1950 Jaroslav Maštálka st.
- 1951–1965 Josef Kohout
- 1966–1967 Jaroslav Koreš
- 1968–1970 Rudolf Mlateček
- 1971–1979 Josef Kohout
- 1980–2002 Antonín Frydrych
- od 2002 David Frydrych

## Sukcesy
- Mistrzostwo Czech (11):  1996, 2001, 2004, 2005, 2006, 2011, 2012, 2021, 2022, 2023, 2024
- Wicemistrzostwo Czech (6):  1993, 1997, 1999, 2003, 2007, 2008
- Wicemistrzostwo Czechosłowacji (2):  1970, 1974
- Puchar Czech (3): 2003, 2004, 2008